# Mýtinka (Vojtanov)
Mýtinka (in tedesco Rossenreuth) è una frazione di Vojtanov, comune ceco del distretto di Cheb, nella regione di Karlovy Vary.

## Geografia fisica
È un piccolo villaggio situato a circa 3 km a sud-ovest di Vojtanov ed a 11 km a nord-ovest di Cheb. Vi sono 4 abitazioni, nelle quali vivono sei persone. Per il villaggio passa il ruscello Stodolský, nonché la strada I/64.

## Storia
Mýtinka è citato per la prima volta nei testi storici risalenti al 1395. Negli anni 1869-1921 ha fatto parte del villaggio Horní Lomany. Successivamente, dal 1930 al 1975, fece parte di Poustka. Nel 1976 entra a far parte della città Františkovy Lázně, e solo dal 1990 acquisisce una certa autonomia amministrativa.